# Trebišnjica
Trebišnjica – rzeka (ponornica) w Bośni i Hercegowinie, Chorwacji i Czarnogórze. Jej nadziemna długość wynosi 96,5 km.

## Opis
Swe źródła ma nieopodal miasta Bileća, w Hercegowinie. Następnie przepływa przez Popovo polje. Utworzono na niej dwa sztuczne zbiorniki: Bilećko jezero i Goričko jezero. Wody Trebišnjicy są używane do produkcji energii w następujących elektrowniach wodnych: Trebinje I, Trebinje II, Čapljina i Dubrovnik.
W latach 70. XX wieku 67 km koryta rzeki skanalizowano – na odcinku od Trebinja do północno-zachodniego krańca Popovego polja. Polje zostało zagospodarowane rolniczo dzięki regulacji rzeki.